# How to Twist a Dragon’s Tale
 How to Twist a Dragon’s Tale  (no Brasil, Como Mudar uma História de Dragão ) é o quinto livro da série Como Treinar Seu Dragão, escrita e ilustrada pela autora bestseller Cressida Cowel. Foi lançado no Reino Unido em 2007 pela Editora Hodder Children's Books e no Brasil em abril de 2011 pela Editora Intrínseca.

## Sinopse
Soluço Spantosicus Strondus III foi um extraordinário Herói viquingue. Chefe guerreiro, mestre no combate com espadas e naturalista amador, era conhecido por todo o território viquingue como "O encantador de dragões", devido ao poder que exercia sobre as terríveis feras.
Em Como mudar uma história de dragão, o quinto episódio da série Como treinar o seu dragão, o desajeitado Soluço Spantosicus Strondus III e seus amigos Perna-de-peixe e Camicazi e os dragões Banguela e Caminhante do Vento, partem para uma das aventuras mais difíceis de suas vidas: a Missão para Impedir o Vulcão de Entrar em Erupção.
Com a ajuda do novo Guarda-peito de Soluço, o misterioso ex-herói Fabuloso Figurão, o Time Soluço precisa devolver a Pedra de Fogo, que foi roubada, para o fumegante vulcão da Ilha dos Lava-loucos. Além das ameaças da iminente erupção, a ilha guarda mais um segredo: por centenas de anos, ovos de Dragões Exterminadores estão depositados sob o solo, à espera de que o calor da lava incandescente rompa suas cascas e possibilite às cruéis criaturas espalhar sua sombria destruição por todo o arquipélago.

## Enredo
O quinto livro da série. A história começa com as crianças em uma aula de Pastoreio de Renas Montando Dragão para seu programa de treinamento de pirata, quando eles são distraídos por um enorme incêndio se espalhando montanha abaixo. Descobrem que o fogo é obra dos Exterminadores, grandes dragões de fogo do mal. A maioria das crianças escaparam no dragão equitação do Bocão, Golias, mas na vez de Bocão e Soluço saírem, Golias foi morto pelos Exterminadores, e Soluço e Bocão são deixados para se defenderem. Os dois são salvos por um misterioso homem em um terno à prova de fogo que monta um dragão branco, a quem primeiramente acreditam ser um homem da tribo dos Lava-Loucos. O homem logo revela ser Fabuloso Figurão, um dos maiores heróis do planeta. Embora o pai de Soluço, Stoico, começa a ter ciúme de Fabuloso, ele contrata-o como "guarda-peito" de Soluço.
Depois disso, Fabuloso salva Soluço de várias situações mortais, todos os quais mais tarde revelou ser o seu próprio a armar. Mais tarde, à noite, Soluço acorda com Fabuloso pairando sobre ele com suas espadas, discutindo consigo mesmo se devia ou não matar Soluço. Ele finalmente decide não fazer isso, e Soluço pergunta o que ele está fazendo. Fabuloso começa a contar sua história Soluço, de como ele se apaixonou por uma mulher viquingue, mas seu pai queria que ela se casasse com alguém inteligente. O pai da mulher enviou Fabuloso em uma tarefa impossível de encontrar e trazer de volta a Pedra de Fogo, e a recompensa foi a mão de sua filha em casamento. Fabuloso viajou para o vulcão, onde a Pedra de Fogo estava escondida, mas ele foi capturado logo depois pelos Lava-Loucos. Depois de algumas semanas, ele se tornou amigo de um carcereiro chamado Espetacular Al. Ele pediu para Espetacular Al levar uma metade do Coração do Rubi ao seu amor, porque ela prometeu salvá-lo se o recebesse. Espetacular Al disse a Fabuloso que ele iria levar o Coração de Rubi para sua amada se ele prometesse fazer um favor pra ele algum dia. Espetacular Al volta depois de quinze anos e conta a Fabuloso que o seu amor jogou o coração fora e se casou com alguém que trouxe de volta a Pedra de Fogo. Espetacular Al (que misteriosamente tinha perdido uma mão, meia perna, um olho e todo o seu cabelo) disse a Fabuloso que o favor que ele deve prometer fazer é matar Soluço, afirmando que Soluço é um príncipe da escuridão e uma Criança Diabo, que enviará terror por todo o arquipélago. Depois que Fabuloso termina sua história Soluço descobre que a mulher que Fabuloso está falando é a própria mãe de Soluço, que tinha pensado que ele estava morto, e que é Espetacular Al é, na verdade Alvin, o Traiçoeiro.
Soluço, Perna-de-Peixe, Fabuloso, Camicazi, o Dragão Branco e o Caminhante do Vento, voam para a Ilha dos Lava-loucos para colocar a Pedra de Fogo no interior do vulcão para impedi-lo de entrar em erupção. Lá, são atacados por Alvin montando um Exterminador. Alvin revela que o primeiro Dragões-tubarões que ele conheceu arrancou seu olho, mas ele o matou e escondeu-se dentro do seu corpo. No entanto, quando ele tentou sair, a boca do Dragão-tubarão morto fechou-se em sua perna, mas ele esculpiu uma nova perna com seus dentes. O vulcão entra em erupção e choca os ovos dos Exterminadores. Soluço consegue colocar a pedra dentro do vulcão. Mas ao entrar em contato com a lava, a Pedra de Fogo se rompe e dela nasce um Dragão de Fogo, revelando que a pedra era, na verdade, um ovo. O dragão come todos os Exterminadores, incluindo o que Alvin está montando, engolindo Alvin junto. Soluço e seu dragão de equitação, Caminhante do Vento, partem da ilha e caem no mar. O pai de Soluço e outros viquingues o resgatam e tudo acaba bem. No epílogo, Soluço nos diz que Caminhante do Vento acaba por ser o seu fiel dragão voador. E apesar de não saber, ele agora possui 7 objetos perdidos do rei.

## Capítulos
Segue uma lista com o nome dos capítulos do livro em português do Brasil conforme a tradução da Editora Intrínseca.
| Cap. |  | Brasil                                                                              |
| ---- |  | ----------------------------------------------------------------------------------- |
| 1    |  | A aula de Pastoreio de Renas Montando Dragão                                        |
| 2    |  | Os Exterminadores                                                                   |
| 3    |  | A armadilha de fogo                                                                 |
| 4    |  | A luta                                                                              |
| 5    |  | Quem é o Homem no Dragão Branco?                                                    |
| 6    |  | O Guarda-peito de Soluço tem muito trabalho                                         |
| 7    |  | A história de Fabuloso Figurão, o Guarda-peito                                      |
| 8    |  | A mudança de rumo na história do Guarda-peito                                       |
| 9    |  | Como pedir conselho a alguém que fez voto de silêncio?                              |
| 10   |  | Uma reunião da “Coisa”                                                              |
| 11   |  | A Missão para Impedir o Vulcão de Entrar em Erupção                                 |
| 12   |  | Bem-vindos à Ilha dos Lava-loucos”                                                  |
| 13   |  | Enquanto isso, de volta a Berk                                                      |
| 14   |  | É sempre legal encontrar um velho conhecido?                                        |
| 15   |  | "Eu não pretendia vir pra cá                                                        |
| 16   |  | Uma outra luta                                                                      |
| 17   |  | Quando exatamente é tarde demais?                                                   |
| 18   |  | Eis uma pergunta interessante: é possível ser mais rápido que um vulcão em erupção? |
| 19   |  | Eis outra pergunta interessante: o Universo é um Ovo Bom ou um Ovo Mau?             |
| 20   |  | Quando o espetáculo chega ao fim                                                    |
| #    |  | O velho no buraco                                                                   |
| #    |  | Epílogo                                                                             |
| #    |  | O Bracelete                                                                         |